# Підгаєцька центральна районна клінічна лікарня
Підгаєцька центральна районна клінічна лікарня — лікувальний заклад у м. Підгайцях Тернопільської області України.

## Історія
У 1964—1992 роках Підгаєцький район приєднаний до Бережанського, відповідно мешканці Підгаєччини лікувалися в Бережанській лікарня.
З 1975 до 1980 введено в дію новий терапевтичний корпус Підгаєцької лікарні на 40 ліжок.

## Персонал

### Головні лікарі
- Ігор Богданович Кушнір — нині

### Лікарі
- Андрій Хлопась — хірург, завідувач хірургічного відділення в 1991—1997